# El Rosario
El Rosario és un municipi de l'illa de Tenerife, a les illes Canàries. La capital municipal és La Esperanza, situada a 905 metres d'altura, en la zones altes del municipi. La part costanera del territori municipal (Tabaiba i Radazul) està molt urbanitzat i forma part de l'àrea metropolitana de la ciutat de Santa Cruz de Tenerife. La seva economia està principalment destinada a l'agricultura i al sector dels serveis. Els principals atractius turístics del municipi se centren en les activitats del senderisme en les forests i la pràctica d'activitats de busseig i esports de vela en l'entorn del port de Radazul.

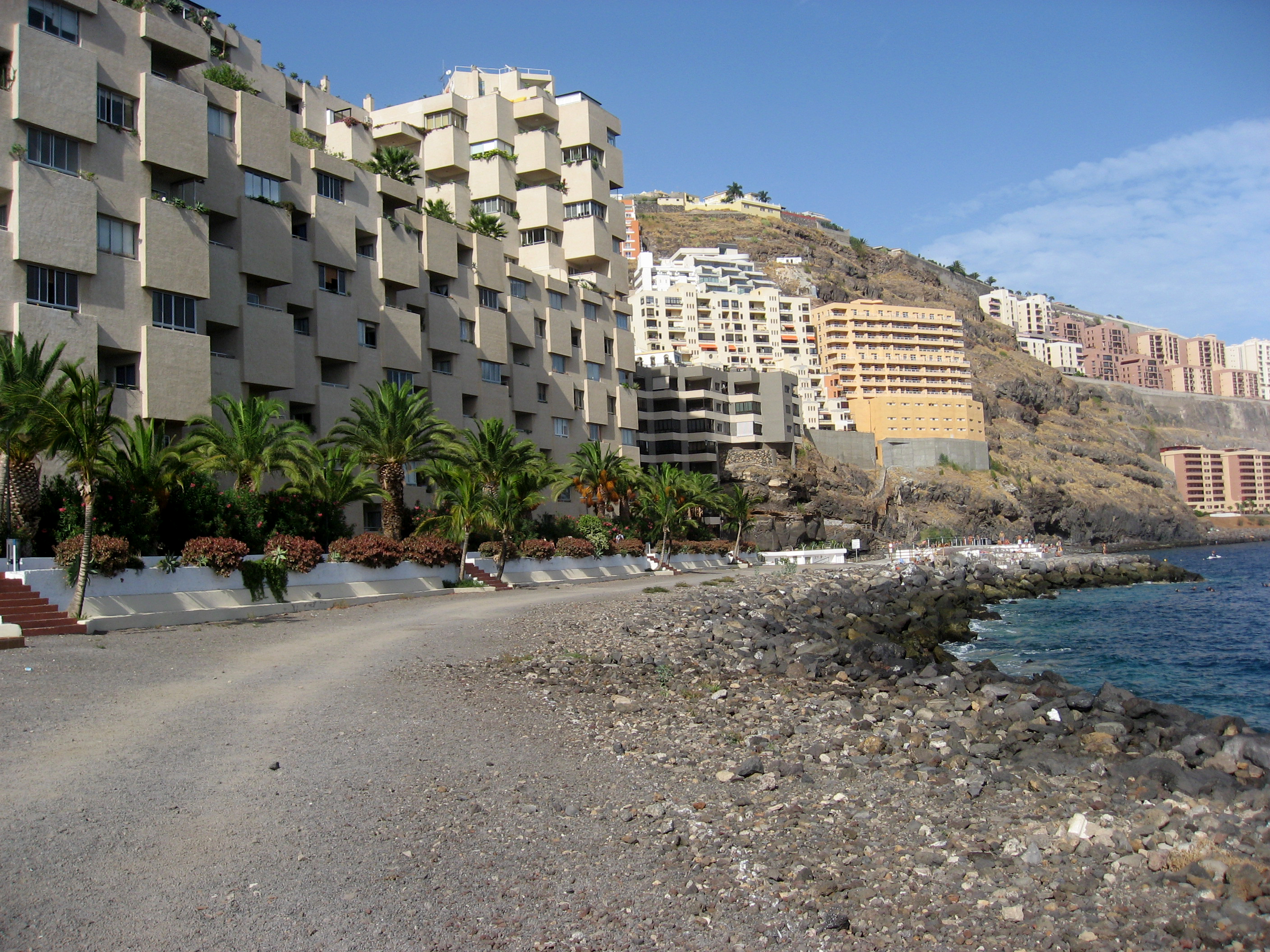
Tabaiba Baixa